# آلقو (چاراویماق)
آلقو یکی از روستاهای استان آذربایجان شرقی است که در دهستان ورقه بخش مرکزی شهرستان چاراویماق واقع شده‌است.این روستا ۲۴۰ نفر جمعیت دارد.